# Валенцано
Валенцано (італ. Valenzano) — муніципалітет в Італії, у регіоні Апулія, метрополійне місто Барі.
Валенцано розташоване на відстані близько 380 км на схід від Рима, 9 км на південь від Барі.
Населення — 17 999 осіб (2014).
Щорічний фестиваль відбувається 15–17 серпня (Festa San Rocco), 13 червня (Festa San'Antonio). Покровитель — святий Рох.

## Демографія
Населення за роками:

Станом на 1 січня 2023 року в муніципалітеті офіційно проживали 493 іноземці з 59 країн, серед них 59 громадян країн Євросоюзу та 8 громадян України.

## Сусідні муніципалітети
- Адельфія
- Барі
- Капурсо
- Казамассіма